# Rosa López (álbum)
Rosa López es el título del séptimo álbum de estudio y el segundo homónimo de la cantante Rosa López. Es su primer álbum editado por la agencia Cersa Producciones y distribuido por Universal Music Group. 

## Álbum

### Lista de canciones
| N.º | Título                 | Escritor(es)                        | Duración |  |
| 1.  | «Soy una mujer»        | Alejandro de Pinedo/Jesús Cañadilla | 3:48     |  |
| 2.  | «Llanto de nostalgia»  | Alejandro de Pinedo/Jesús Cañadilla | 3:05     |  |
| 3.  | «Paramjit»             | Alejandro de Pinedo                 | 3:13     |  |
| 4.  | «A la luz de la luna»  | Alejandro de Pinedo                 | 3:41     |  |
| 5.  | «Muy lento»            | Alejandro de Pinedo                 | 3:57     |  |
| 6.  | «Todo te lo debo a ti» | Alejandro de Pinedo/Jesús Cañadilla | 3:32     |  |
| 7.  | «Manos Unidas»         | Alejandro de Pinedo                 | 3:38     |  |
| 8.  | «Tu y yo»              | Alejandro de Pinedo/Jesús Cañadilla | 3:03     |  |
| 9.  | «Yo no soy esa»        | Mari Trini                          | 3:26     |  |
| 10. | «Amor Amargo»          | Rosa López                          | 3:48     |  |
| 11. | «Momentos»             | Alejandro de Pinedo/Jesús Cañanilla | 3:26     |  |

### Posición en lista
| País   | Asociación | Lista           | Primera semana      | Posición | Semanales | Última semana           | ref.  |
| España | Promusicae | Top 100 Álbumes | 18 de junio de 2012 | 4        | 21        | 31 de diciembre de 2012 | [ 2 ] |

## Sencillos

### Yo no soy esa
| País   | Asociación         | Lista            | Primera semana | Posición | Semanas | Última semana | Ref.  |
| España | Canal Fiesta Radio | Top 50 Canciones |                | 1        |         |               | [ 3 ] |

Videoclip: «Yo no soy esa» en YouTube.

### Todo te lo debo a ti
Se lanzó en sencillo digital, el 20 de noviembre de 2012.
Videoclip: «Todo te lo debo a ti» en YouTube.

### Momentos
Videoclip: «Momentos» en YouTube.

## Conciertos
| Día                     | Localidad             | Escenario                                 |
| ----------------------- | --------------------- | ----------------------------------------- |
| 13 de mayo de 2012      | Madrid                | Parque de la Arganzuela                   |
| 10 de agosto de 2012    | Oviedo                | Recinto Ferial                            |
| 13 de agosto de 2012    | Málaga                | Auditorio Municipal                       |
| 10 de octubre de 2012   | Zaragoza              | Auditorio Sala Mozart                     |
| 29 de diciembre de 2012 | Valencia              | Palacio de la Música de Valencia          |
| 25 de enero de 2013     | Murcia                | Teatro Romea                              |
| 26 de enero de 2013     | Torrevieja            | Teatro Municipal                          |
| 9 de febrero de 2013    | Granada               | Palacio de Congresos                      |
| 23 de febrero de 2013   | La Coruña             | Teatro Colón                              |
| 1 de marzo de 2013      | Cáceres               | Gran Teatro de Cáceres                    |
| 2 de marzo de 2013      | Badajoz               | Teatro López de Ayala                     |
| 8 de marzo de 2013      | Cartagena             | Auditorio y palacio de congresos El Batel |
| 9 de marzo de 2013      | Ibi                   | Teatro Río                                |
| 10 de marzo de 2013     | Lorca                 | Recinto Ferial Santa Quiteria             |
| 15 de marzo de 2013     | Sevilla               | FIBES                                     |
| 13 de abril de 2013     | Pamplona              | Auditorio de Navarra                      |
| 20 de abril de 2013     | Barcelona             | Teatro Coliseum                           |
| 19 de mayo de 2013      | Getafe                | Recinto ferial                            |
| 8 de junio de 2013      | Castellón de la Plana | Teatro Municipal                          |
| 12 de agosto de 2013    | Gijón                 | Playa de poniente                         |
| 14 de agosto de 2013    | Salou                 | Paseo Jaime I                             |
| 5 de septiembre de 2013 | Alcorcón              | Recinto ferial                            |
| 7 de septiembre de 2013 | Puente Genil          | Parque La Galana                          |
| 6 de octubre de 2013    | Bullas                | Jardín Municipal                          |
| 19 de octubre de 2013   | Lérida                | Teatro Llotja                             |
| 8 de noviembre de 2013  | Oviedo                | Teatro Filarmónica                        |
| 9 de noviembre de 2013  | Valladolid            | Teatro Zorrilla                           |
| 21 de noviembre de 2013 | Alicante              | Teatro Principal                          |
| 23 de noviembre de 2013 | Bilbao                | Teatro Campos Elíseos                     |
| 29 de diciembre de 2013 | Valencia              | Palau de la Música                        |
| 31 de enero de 2014     | Murcia                | Teatro Romea                              |
| 1 de febrero de 2014    | Torrevieja            | Teatro municipal                          |
| 7 de marzo de 2014      | Getafe                | Teatro García Lorca                       |
| 8 de marzo de 2014      | La Coruña             | Teatro Colón                              |
| 29 de marzo de 2014     | Granada               | Auditorio Manuel de Falla                 |
| 5 de abril de 2014      | Huesca                | Teatro Olimpia                            |
| 26 de julio de 2014     | Llanes                | Recinto fiestas                           |
| 8 de agosto de 2014     | Puebla de Vallbona    | Parque Municipal Benjamín Civera          |
| 15 de agosto de 2014    | Madrid                | Plaza de las Vistillas                    |
| 30 de agosto de 2014    | Almansa               | Recinto ferial                            |